# Fábio Santos
Fábio Santos (født 16. september 1985) er en brasiliansk fodboldspiller.

## Brasiliens fodboldlandshold
| Brasiliens landshold | Brasiliens landshold | Brasiliens landshold |
| År                   | Kmp                  | Mål                  |
| -------------------- | -------------------- | -------------------- |
| 2012                 | 3                    | 0                    |
| Total                | 3                    | 0                    |